# Parentis-en-Born

Parentis-en-Born este o comună în departamentul Landes din sud-vestul Franței. În 2009 avea o populație de 5.187 de locuitori.

## Evoluția populației
| An        | 1975  | 1982  | 1990  | 1999  | 2006  | 2009  |
| --------- | ----- | ----- | ----- | ----- | ----- | ----- |
| Populație | 4.036 | 4.076 | 4.056 | 4.429 | 4.953 | 5.187 |